# Österreichische Gesellschaft für Psychologie
Die Österreichische Gesellschaft für Psychologie (ÖGP) ist die Vereinigung der in Forschung und Lehre tätigen Psychologinnen und Psychologen Österreichs.

## Geschichte und Gegenwart
Die ÖGP, gegründet 1993 in Wien, unterhält Kooperationen mit den wissenschaftlichen Schwestergesellschaften des deutschen Sprachraums (Deutsche Gesellschaft für Psychologie und Schweizerische Gesellschaft für Psychologie) und ein Föderationsabkommen mit dem größten berufspraktischen Verband, dem Berufsverband Österreichischer Psychologinnen und Psychologen (BÖP). Sie ist Mitglied der International Union of Psychological Science (IUPsyS) und veranstaltet mit der seit 1994 zweijährlich stattfindenden Wissenschaftlichen Tagung der Österreichischen Gesellschaft für Psychologie den größten regelmäßigen Fachkongress des Landes.
Vor 1993 waren die in der Wissenschaft tätigen österreichischen Psychologen vor allem in der Deutschen Gesellschaft für Psychologie (DGPs) organisiert, die sich als deutschsprachige Fachgesellschaft verstand – so fanden deren Kongresse auch in Salzburg, Wien und Zürich statt. Nachdem, vor allem in Verbindung mit der Wiedervereinigung beider deutschen Staaten, diese Gesellschaft sich stärker auf Entwicklungen in Deutschland konzentrierte, erfolgte die Differenzierung, wobei Doppelmitgliedschaften nach wie vor häufig sind.
Parallel zur Gründung der eigenen Wissenschaftsgesellschaft 1993 wurde eine Regionalgruppe Österreich mit dem Status einer Fachgruppe der DGPs gegründet, um die DGPs als internationale Fachorganisation zu stärken, auf nationale berufspolitische Anliegen als Vertretung der Wissenschaft durch die ÖGP aber Einfluss zu nehmen. Diese hatte bis 1999/2000 Bestand und wurde durch Schwinden der Bedenken gegen eine formale Trennung von der DGPs durch Beschluss der Mitglieder wieder aufgelöst.
Im Laufe ihres Bestehens hat sich die ÖGP wiederholt an Öffentlichkeit und Politik gewandt (auch auf dem Wege über die Österreichische Universitätenkonferenz, vormals Rektorenkonferenz), um auf die vormals missliche Lage des „Massenfachs“ Psychologie an den österreichischen Universitäten aufmerksam zu machen. Hier hat sich die Situation durch die gesetzliche Einführung von Aufnahmeverfahren seit 2006 (ursprünglich § 124b UG) sukzessive gebessert.

## Präsidenten der ÖGP
- 1993–1997: Brigitte Rollett
- 1997–1999: Gerold Mikula
- 1999–2002: Helmuth Huber
- 2002–2004: Erich Kirchler
- 2004–2008: Eva Bänninger-Huber
- 2008–2010: Oliver Vitouch
- 2010–2014: Christiane Spiel
- 2014–2016: Karin Landerl
- 2016–2020: Aljoscha Neubauer
- 2020–0000: Judith Glück

## Wissenschaftliche Tagungen
- 1994: St. Georgen am Längsee – Herbert Janig
- 1995: Wien – Brigitte Rollett
- 1997: Salzburg – Heinz Wimmer
- 1999: Graz – K. Wolfgang Kallus
- 2002: Wien – Ilse Kryspin-Exner
- 2004: Innsbruck – Eva Bänninger-Huber
- 2006: Klagenfurt – Oliver Vitouch
- 2008: Linz – Bernad Batinic & Wolfgang Wagner
- 2010: Salzburg – Christian Allesch, Urs Baumann & Florian Hutzler
- 2012: Graz – Martin Arendasy & Martina Feldhammer
- 2014: Wien – Arnd Florack, Christian Korunka & Claus Lamm
- 2016: Innsbruck – Eva Bänninger-Huber
- 2018: Linz – Bernad Batinic
- 2020: Entfall der gemeinsam mit dem 52. Kongress der DGPs in Wien geplanten Tagung wegen COVID-19
- 2022: Klagenfurt – Judith Glück
- 2024: Wien – Ulrich Ansorge (gemeinsam mit dem 53. Kongress der DGPs)